# Esteban de Kanizsa
Esteban de Kanizsa (en húngaro: Kanizsai István (? – antes del 15 de febrero de 1376) aristócrata húngaro del siglo XIV y obispo de Zagreb (1356-1376).

## Biografía
Se desconoce la fecha y circunstancias de su nacimiento, pero se sabe que proviene de una familia aristocrática húngara de la provincia de Zala. Su padre fue Lorenzo de Kanizsa, ispán de Zala y su madre Katalin Nagymartoni. A temprana edad comenzó vida religiosa, siendo canónigo de Bács antes de 1343 y convirtiéndose entre 1343 y 1356 en prepósito de Buda. Comenzó su carrera diplomática en Aviñón y coordinó la acción invasora de Dalmacia en 1356 en la corte papal. Desde 1356 hasta 1376 fue obispo de Zagreb, influenciando a su sobrino Juan de Kanizsa, para que comenzase su carrera como religioso (éste posteriormente se convirtió en arzobispo de Esztergom).
Por razones desconocidas el rey Luis I de Hungría lo hizo arrestar en 1366, y Esteban de Kanizsa solo se liberó por intervención papal. Pasó 3 años desterrado en Viterbó, sin embargo en 1374 regresó nuevamente a la corte papal de Aviñón.